# Phạm Văn Gòn
Phạm Văn Gòn (sinh ngày 20 tháng 4 năm 1956) là đại biểu Quốc hội Việt Nam khóa XIII, thuộc đoàn đại biểu Thành phố Hồ Chí Minh. Ông từng là Viện trưởng Viện Kiểm sát nhân dân thành phố Hồ Chí Minh (đến năm 2016).

## Tiểu sử
Phạm Văn Gòn sinh ngày 20 tháng 4 năm 1956, người dân tộc Kinh, không theo tôn giáo nào.
Ông có quê quán ở xã Quới Sơn, huyện Châu Thành, Bến Tre.
Ông có bằng cử nhân luật.
Ngày 1 tháng 6 năm 1981, ông gia nhập Đảng Cộng sản Việt Nam.
Ông có trình độ cử nhân lí luận chính trị.
Ông từng là Đại biểu Quốc hội Việt Nam khóa XIII thuộc đoàn Đại biểu TPHCM, đồng thời là Thành ủy viên, Viện trưởng Viện Kiểm sát nhân dân thành phố Hồ Chí Minh, Ủy viên Uỷ ban Pháp luật của Quốc hội khóa XIII.